# Cricotopus yoshimurai
Cricotopus yoshimurai är en tvåvingeart som beskrevs av Tokunaga 1936. Cricotopus yoshimurai ingår i släktet Cricotopus och familjen fjädermyggor. Inga underarter finns listade i Catalogue of Life.